# Viacamp y Litera
Viacamp y Litera là một đô thị trong tỉnh Huesca, Aragon, Tây Ban Nha. Theo điều tra dân số 2004 (INE), đô thị này có dân số là 26 người. Đô thị này cách tỉnh lỵ 602 m.

## Các trung tâm dân cư
- Viacamp
- Litera
- Chiriveta
- Estall